# Grégory Lorenzi
Grégory Lorenzi (17 december 1983) is een Frans voetballer die uitkomt voor RAEC Mons.

## Carrière
Lorenzi, die werd geboren in Bastia speelde tot zijn veertiende voor SC Bastia. In 1998 verhuisde hij naar FC Nantes waar hij echter nooit het eerste elftal haalde. Op zijn twintigste kwam hij bij Excelsior Moeskroen terecht. Hij speelde 47 wedstrijden voor Moeskroen en scoorde 2 keer. In 2005 keerde hij terug naar SC Bastia, waarvoor hij 85 wedstrijden speelde. Tussen 2008 en 2013 speelde hij voor Stade Brestois. Hij werd gedurende 2 seizoenen door Brest uitgeleend aan SC Bastia en Athlétic Club Arles-Avignon. In 2013 keerde hij terug naar België bij RAEC Mons.
Lorenzi heeft ook 2 wedstrijden gespeeld voor het Corsicaans voetbalelftal.

## Statistieken
| seizoen | club                               | land      | competitie         | wed. | goals |
| ------- | ---------------------------------- | --------- | ------------------ | ---- | ----- |
| 2004/05 | Excelsior Moeskroen                | België    | Jupiler Pro League | 47   | 2     |
| 2005/08 | SC Bastia                          | Frankrijk | Ligue 2            | 85   | 5     |
| 2008/13 | Stade Brestois                     | Frankrijk | Ligue 1 & Ligue 2  | 73   | 5     |
| 2010    | SC Bastia (huur)                   | Frankrijk | Ligue 2            | 20   | 0     |
| 2011    | Athlétic Club Arles-Avignon (huur) | Frankrijk | Ligue 1            | 10   | 0     |
| 2013/   | RAEC Mons                          | België    | Jupiler Pro League | 21   | 2     |

1 Werner ·
3 Dussenne ·
4 Franquart ·
7 Matthys ·
8 Mununga ·
9 Nong ·
10 Arbeitman ·
12 Chatelle ·
14 Spungin ·
15 Van Gijseghem ·
16 Köse ·
18 De Belder ·
20 Lorenzi ·
21 Nyoni ·
22 Jarju ·
23 Le Postollec ·
24 Saussez ·
27 Angeli ·
29 Timmermans ·
30 Sapina ·
39 Ntambwe ·
40 Dupire ·
45 Monteyne ·
Coach: Janevski
· Assistent-coach: Demets